# East Normanby River
Der East Normanby River ist ein Fluss in der Region Far North Queensland auf der Kap-York-Halbinsel im Norden des australischen Bundesstaates Queensland.

## Geografie

### Flusslauf
Der Fluss entsteht im Westteil des Daintree-Nationalparks, rund 75 Kilometer südsüdwestlich von Cooktown aus dem East Normanby River North Branch und dem East Normanby River South Branch. Er fließt nach Norden und bildet etwa fünf Kilometer westlich des Mount Macdonald zusammen mit dem West Normanby River den Normanby River.

### Nebenflüsse mit Mündungshöhen
- East Normanby River North Branch – 188 m
- East Normanby River South Branch – 188 m
- Ward Creek – 171 m
- Welch Creek – 166 m
- Watkins Creek – 161 m

(Quelle:)

## Namensherkunft
Wie der Hauptfluss, ist auch der East Normanby River nach dem Marquess of Normanby, 1871–1874 Gouverneur von Queensland, benannt.